# クリフ・エイセン
クリフ・エイセン（Cliff Eisen 1952年1月21日生）は、カナダの音楽学者、ヴォルフガング・アマデウス・モーツァルトの専門家。
トロントに生まれた。1997年以降はキングス・カレッジ・ロンドンの音楽学部を拠点としている。同学部は王立音楽アカデミーと強固に連携しており、その一環としてエイセンもアカデミーの講座での指導を引き受けている。学生時代はトロント大学とコーネル大学で学び、これまでウェスタンオンタリオ大学とニューヨーク大学で教壇に立っている。
エイセンは新しいケッヘル目録の副編集者となり、1992年にアメリカ音楽学協会からアルフレート・アインシュタイン賞を授与されている。彼の研究領域は古典派の時代、特にモーツァルトと演奏習慣である。レオポルト・モーツァルトとその息子ヴォルフガングの作品を巡る信頼性の問題について広範囲にわたって著作がある。その他に発表した仕事ではモーツァルトの室内楽、ザルツブルクでの生活、伝記、そして当時の資料に書かれた彼の生涯を扱っている。
ロバート・レヴィンとクリストファー・ホグウッドによるモーツァルトのピアノ協奏曲全集の録音ではアドバイザーを務めた。
1997年にトランスジェンダーの学生であったジェニファー・マイルズにセクシャルハラスメントを行ったとして、ニューヨーク大学から不適切行為に対する懲戒処分を受けている。